# Die Öffnung des fünften Siegels
Die Öffnung des fünften Siegels (auch: Die Vision des heiligen Johannes und Das fünfte Siegel der Apokalypse, bis Anfang des 20. Jh.: Amor divino y amor profano, bzw. Göttliche und irdische Liebe) ist ein nur als Fragment erhaltenes Gemälde von El Greco, das zwischen 1608 und 1614 entstanden ist. Der Maler führte das 224,8 Zentimeter hohe und 199,4 Zentimeter breite Gemälde in Öl auf Leinwand aus. Die Thematik war lange Zeit nicht geklärt, in der Kunstgeschichte ist es nun als Darstellung der Vision des Evangelisten Johannes bekannt. Das Bild wurde im beginnenden 20. Jahrhundert von einigen bedeutenden Künstlern rezipiert. Die Öffnung des fünften Siegels befindet sich heute in der Sammlung des Metropolitan Museum of Art in New York City.

## Bildbeschreibung
El Greco verarbeitete in Die Öffnung des fünften Siegels die Bibelstelle aus der Offenbarung des Johannes, Kapitel 6, Verse 9 bis 11: „Als das Lamm das fünfte Siegel öffnete, sah ich unter dem Altar die Seelen aller, die hingeschlachtet worden waren wegen des Wortes Gottes und wegen des Zeugnisses, das sie abgelegt hatten. Sie riefen mit lauter Stimme: Wie lange zögerst du noch, Herr, du Heiliger und Wahrhaftiger, Gericht zu halten und unser Blut an den Bewohnern der Erde zu rächen? Da wurde jedem von ihnen ein weißes Gewand gegeben; und ihnen wurde gesagt, sie sollten noch kurze Zeit warten, bis die volle Zahl erreicht sei durch den Tod ihrer Mitknechte und Brüder, die noch sterben müssten wie sie.“ Am linken Bildrand positionierte El Greco den Evangelisten Johannes, der die Arme und seinen Blick zum Himmel gerichtet hat. Im Hintergrund befindet sich die Darstellung seiner Vision. Die Figuren bilden zwei Gruppen – links zwei Männer und zwei Frauen, rechts drei Männer –, die durch unterschiedlich farbige Tücher gekennzeichnet werden. Der Mann ganz rechts greift nach einem weißen Tuch, was von einem der beiden Cherubim gereicht wird. Bei der Funktion dieser Tücher ist nicht klar, ob sie abgestreift werden oder zur Verhüllung herangezogen. Mit der Verbindung der starken Gesten mit dem faltenreichen Stoff erinnert El Greco an die Ignudi in Michelangelos Fresken in der Sixtinischen Kapelle. Der obere Teil des Bildes ist verloren gegangen. In Holzschnitten von Matthias Gerung und Albrecht Dürer, die dieses Thema behandeln, ist ein Altar zu sehen, der vielleicht auch von El Greco in der oberen Bildhälfte mit dem Lamm Gottes gezeigt wurde.

## Hintergrund
Die Öffnung des fünften Siegels blieb aufgrund des Todes des Künstlers unvollendet. Sein Sohn Jorge Emanuel vollendete es im Gegensatz zu den andern beiden Altargemälden in der Kirche nicht. Bei einer Restaurierung, die 1880 im Museo del Prado durchgeführt wurde, wurde das Gemälde zudem stark verkleinert. Oben beschnitt es der Restaurator um 175 Zentimeter, am linken Rand entfernte er 20 Zentimeter. Besonders bei der Gestik des Johannes griff El Greco auf eine Haltung zurück, die er bereits in Italien entwickelt hatte und auf die er immer wieder zurückgriff, wenn es ihm darum ging, höchste spirituelle Ausdruckskraft zu erreichen. Die Thematik des Bildes wurde lange nicht eindeutig erkannt. So gab es Interpretationen, es handele sich um eine Prophezeiung des Jüngsten Gerichts oder die Auferstehung der Auserwählten. Ignacio Zuloaga interpretierte das Bild als die Darstellung der himmlischen und irdischen Liebe. Die Beschreibung des Inhalts als die Öffnung des fünften Siegels aus der Vision des Johannes erfolgte 1908 durch Manuel Bartolomé Cossío und hat sich in der Kunstgeschichtsschreibung durchgesetzt. Mit dem Thema einer Vision bereitete El Greco ein wichtiges Thema spanischer Barockmalerei vor.

## Provenienz
Das Gemälde war eine Auftragsarbeit von Pedro Salazar de Mendoza, der El Greco bewunderte und selbst sechs Werke des Malers besaß. Es war für einen der drei Altäre des Hospital San Juan Bautista (Hospital Tavera), das außerhalb der Altstadt von Toledo liegt. Die beiden anderen Altäre zeigten die Verkündigung und die Taufe. Die Geschichte des Gemäldes ist danach lange unklar. Es tauchte in der Sammlung von J. Nuñez del Prado auf und gelangte dann zu Antonio Cánovas del Castillo, dem spanischen Premierminister. Im Anschluss erwarb es Rafael Vázquez de la Plaza für seine Sammlung in Córdoba, in der es bis 1905 verblieb. Er verkaufte das Bild für 1000 Pesetas an den Künstler Ignacio Zuloaga, der es erst nach Paris brachte und dann nach Zumaya überführte. Dort verblieb es bis 1945 in seinem Besitz und ging dann an das Museo Zuloaga über. Das Museum verkaufte es 1956 an die Newhouse Galleries in New York City, von wo aus Die Öffnung des fünften Siegels in das Metropolitan Museum of Art gelangte.

## Rezeption

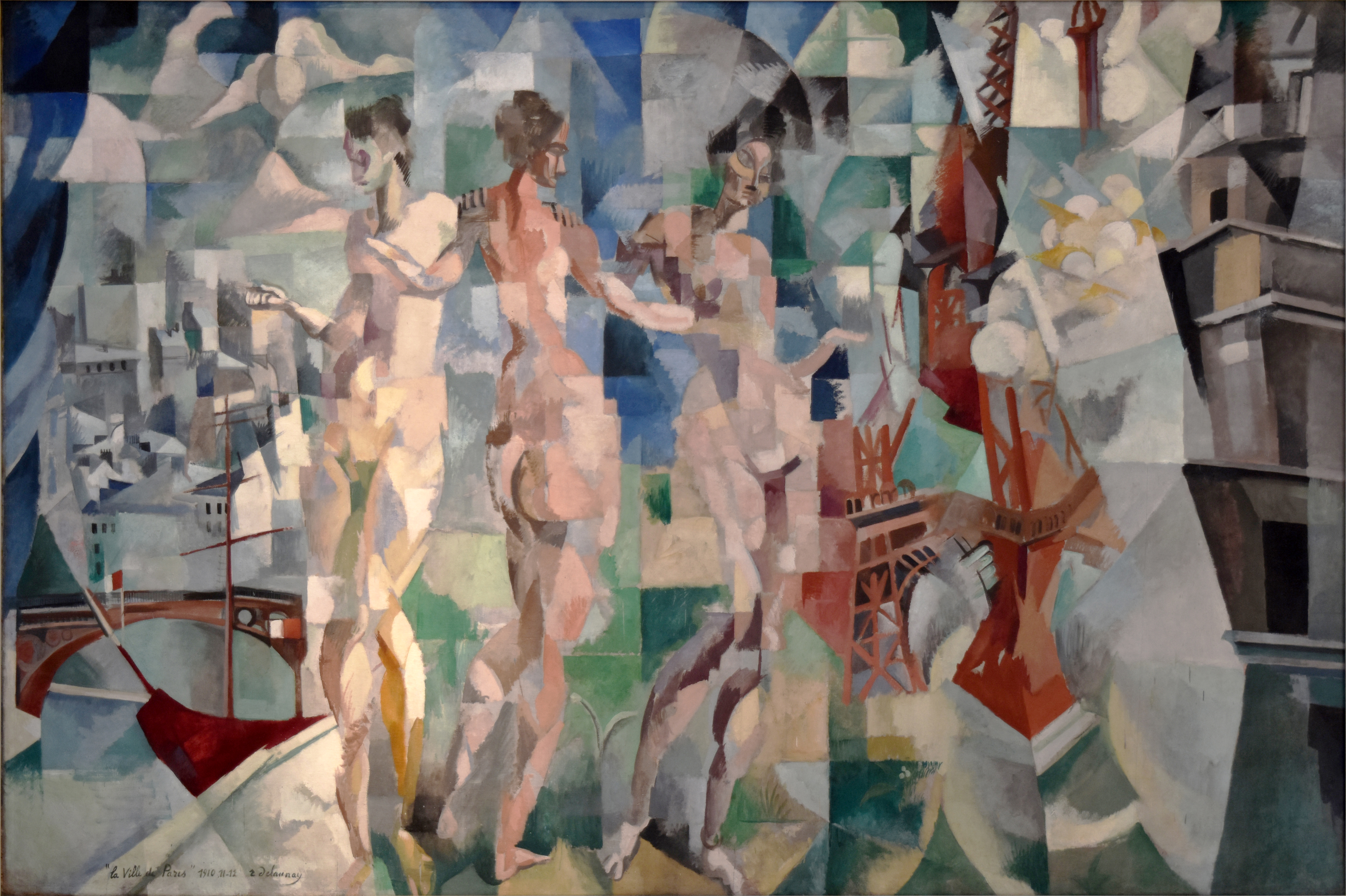
Robert Delaunay, La Ville de Paris, 1910–1912, Centre Pompidou in Paris.

Das Gemälde Die Öffnung des fünften Siegels wurde zu Beginn des 20. Jahrhunderts mehrmals künstlerisch rezipiert. Ignacio Zuloaga erwarb 1905 Die Öffnung des fünften Siegels, das er als „Vorbote der Moderne“ bezeichnete, und verwendete es als Hintergrund in seinem Bild Mis amigos, in dem er einige der wichtigsten Schriftsteller seiner Zeit porträtierte. Er griff zudem in einigen weiteren Bildern auf Elemente aus diesem Gemälde zurück. In der Rosa Periode griff Pablo Picasso in seinem als Skandal aufgenommenen Gemälde Les Demoiselles d’Avignon Motive aus Die Öffnung des fünften Siegels auf. In seinem Gemälde La Ville de Paris bezog sich Robert Delaunay mit der rechten Figurengruppe auf Die Öffnung des fünften Siegels. Auch eine Zeichnung von Jackson Pollock beruht auf dem Gemälde.